# Xã Washington, Quận Clay, Missouri
Xã Washington (tiếng Anh: Washington Township) là một xã thuộc quận Clay, tiểu bang Missouri, Hoa Kỳ. Năm 2010, dân số của xã này là 4.728 người.